# Nowe Depułtycze
Nowe Depułtycze – wieś w Polsce położona w województwie lubelskim, w powiecie chełmskim, w gminie Chełm. 
Wieś jest sołectwem w gminie Chełm, siedzibą rzymskokatolickiej parafii Wszystkich Świętych. We wsi znajduje się centrum współpracy transgranicznej Państwowej Wyższej Szkoły Zawodowej w Chełmie oraz Sala Królestwa miejscowego zboru Świadków Jehowy.
W latach 1975–1998 wieś administracyjnie należała do województwa chełmskiego. Według Narodowego Spisu Powszechnego (III 2011 r.) liczyła 238 mieszkańców i była 23. co do wielkości miejscowością gminy Chełm. 

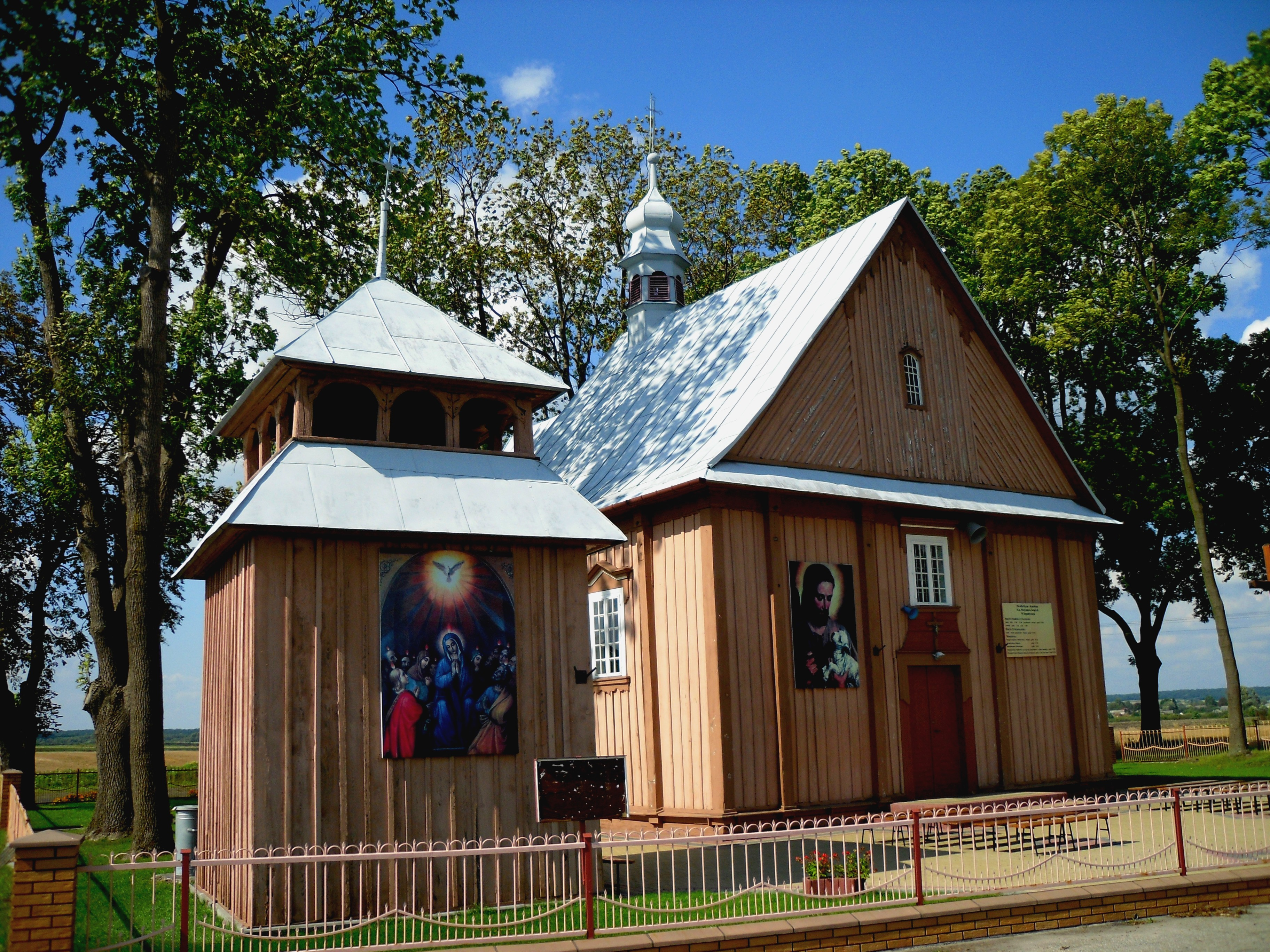
Dawna cerkiew, obecnie kościół pw. Wszystkich Świętych, oraz dzwonnica

| SIMC    | Nazwa    | Rodzaj     |
| ------- | -------- | ---------- |
| 0101327 | Dwór     | część wsi  |
| 0101333 | Podłącze | przysiółek |

## Historia nazwy wsi
Do końca II wojny światowej Depułtycze Nowe i Stare stanowiły jedną wieś o nazwie Depułtycze Ruskie z wydzielonym obszarem dworu. I tak:
- na mapie "Woiewodztwa Lubelskie y Rawskie. Mazowsze y Podlasie Południowe. Część Pułnocna Woiewodztw Bełzkiego, Ruskiego y Sendomirskiego Część Zachodnia Wojewodztwo  Wolyńskiego y Brzeskiego—Litewskiego" z 1772 zaznaczono tylko ogólnie miejscowość Depultyce
- Mappa Szczegulna Woiewodztwa Lubelskiego z 1786 przedstawia wieś Dypultycze Ruskie
- na Topograficznej Karcie Królestwa Polskiego na wydaniach z lat 1843 i 1864 widnieją Depułtycze Ruskie
- na wydanej w Paryżu w 1859 mapie arkusz XXVII Lublin znajdujemy podpis Depułtycze Ruskie
- na mapie Automobilistów Królestwa Polskiego arkusz Chełm z roku 1913 miejscowość podpisano Depułtycze Rus.
- niemiecki przedruk mapy rosyjskiej z okresu I wojny światowej Râd" XX List" 2 Cholm zamieszcza nazwę Russkije Depultytsche
- oraz polska mapa WIG Pas 44 Słup 37 z 1931 nazywa wieś Depułtycze Ruskie

Skorowidz miejscowości Rzeczypospolitej Polskiej : opracowany na podstawie wyników pierwszego powszechnego spisu ludności z dn. 30 września 1921 r. i innych źródeł urzędowych. T. 4, Województwo lubelskie wymienia wieś Depułtycze Ruskie (48 Polaków i 118 Rusinów) oaz Depułtycze Ruskie folwark (171 Polaków).
Dopiero mapy sporządzane po II wojnie światowej dzielą wieś na Depułtycze Nowe i Stare.

## Dawna cerkiew - dzisiejszy kościół
Pierwsza cerkiew prawosławna we wsi była wzmiankowana w 1508, kolejna w XVII w. W latach 1770–90 wzniesiono obecną drewnianą świątynię już jako cerkiew unicką z fundacji łacińskiego biskupa sufragana kijowskiego Michała Ignacego Franciszka Olędzkiego (1753-1803) herbu Rawicz, właściciela dóbr Uher. Otrzymała ona wezwanie Podwyższenia Krzyża Świętego a potem Św. Mikołaja. W 1875 przejęta przez cerkiew prawosławną. W 1905 zbudowano obok starej nową murowaną cerkiew zburzoną w 1938.
W 1916 roku cerkiew została przejęta przez kościół rzymsko-katolicki a w 1929 utworzono parafię Wszystkich Świętych.
Kościół jest drewniany, orientowany, zbudowany na zrąb, oszalowany, wzmocniony lisicami. Nawa ma kształt zbliżony do kwadratu z wydzielonym wewnątrz przedsionkiem z 1939.  Prezbiterium jest prostokątne, zamknięte trójbocznie, z dwiema prostokątnymi zakrystiami po bokach. Nawa ma dach trójspadowy, z wieżyczką sygnaturki na szczycie, prezbiterium wielospadowy, zakrystie pulpitowe (wszystkie dachy kryte blachą).
We wnętrzu płaski strop, nad przedsionkiem chór muzyczny. Ołtarz główny późnobarokowy z 2 poł.XVIII w. przeniesiony z Trzeszczan Pierwszych koło Hrubieszowa. Znajduje się w nim obraz Matki Boskiej Częstochowskiej. Po jego lewej stronie na ścianie prezbiterium barokowy obraz Wszystkich Świętych (zapewne z 2. ćwierci XVIII wieku).  W prawym ołtarzu bocznym umieszczono obraz Chrztu Chrystusa w Jordanie, pochodzący zapewne z przełomu XVIII i XIX wieku, w lewym późnobarokowe obrazy Ukrzyżowania z Matką Boską i św. Janem Ewangelistą, w rokokowych ramach oraz św. Piotra i Pawia.
Drewniana dzwonnica pochodzi z końca XVIII w.